# J.H.G. Boekraad

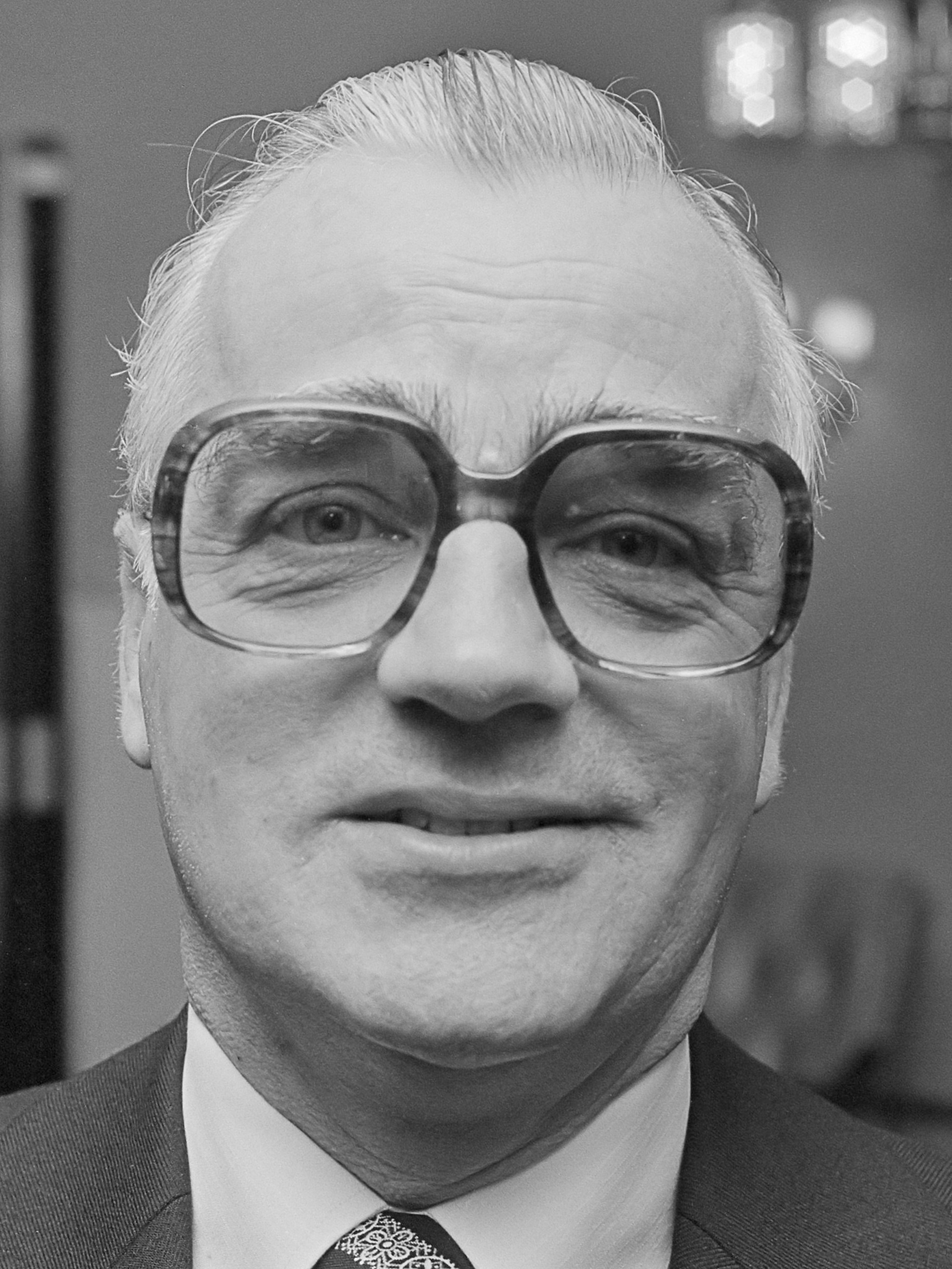
Mr. J.H.G. Boekraad (1978)

Joannes Hubertus Gerardus Boekraad (Leiden, 7 augustus 1926 – oktober 2013) was een Nederlands jurist en justitieel ambtenaar.

## Opleiding en werk
Boekraad studeerde rechten aan de Katholieke Universiteit Nijmegen waar hij in 1950 zijn doctoraal haalde. In 1951 werd hij secretaris van de krijgsraad in Arnhem. Twee jaar later vestigde hij zich als advocaat en procureur in Nijmegen en Eindhoven.

## Nieuw Guinea
In de periode van 1955 tot 1962 had Boekraad diverse functies bij de rechterlijke macht in Nederlands-Nieuw-Guinea zoals landrechter in de hoofdstad Hollandia. In 1961 was hij zonder succes kandidaat bij de verkiezingen voor de Nieuw-Guinea Raad. Verder was hij destijds voorzitter van de afdeling Nieuw-Guinea van de Algemene Rooms-Katholieke Ambtenarenvereniging (ARKA). In augustus 1962 kwam een einde aan het Nederlands bestuur van Nieuw-Guinea waarna Boekraad terugkeerde naar Nederland. Als landrechter zette hij zich in om de Nederlandse ambtenaren en hun gezinnen vlak voor de soevereiniteitsoverdacht te laten repatriëren op kosten van de Nederlandse regering.

## Justitie
Na terugkomst in Nederland werd hij begin 1963 substituut-officier van justitie in Assen en bijna een jaar later kreeg hij diezelfde functie in Arnhem. Rond die tijd was hij tevens voorzitter van de afdeling Nijmegen van de Katholieke Volkspartij (KVP). In 1971 werd Boekraad advocaat-generaal bij het gerechtshof in Den Haag. Als vervanger van de procureur-generaal was hij in 1974 betrokken bij de gijzeling van de Franse ambassade Den Haag. Eind 1976 werd hij officier van justitie en tevens hoofd van het arrondissementsparket in het arrondissement Arnhem.
In 1978 volgde hij Jan Frederik Hartsuiker op als procureur-generaal bij het gerechtshof in Amsterdam. Begin 1980 kwam Boekraad op een negatieve manier in het nieuws in verband met het onderzoek naar mogelijke corruptie door commissaris Gerard Toorenaar die intussen was overgeplaatst. Om belastend materiaal te kunnen verkrijgen tegen die politiefunctionaris liet procureur-generaal Boekraad en advocaat-generaal Jitta een langgestrafte tijdelijk vrij uit de gevangenis en bovendien kreeg deze de toezegging dat als hij met waardevolle informatie zou komen er een positief gratieverzoek zou volgen. Toen deze spoorloos verdween werd een tweede langgestrafte meerdere keren vrijgelaten om de eerste te achterhalen, maar steeds zonder succes. Hoewel er geen aanleiding was om tot vervolging van Toorenaar over te gaan, kon hij niet terugkeren naar zijn oude functie. Enkele maanden later werd Boekraad, toen pas anderhalf jaar procureur-generaal in Amsterdam, onverwacht procureur-generaal bij het gerechtshof in Arnhem. Deze functie behield hij tot hij op 1 september 1991 met pensioen ging, waarbij hij werd opgevolgd door Winnie Sorgdrager.

## Commissie
In 1994 gaf Boekraad leiding aan een commissie die was ingesteld om onderzoek te doen naar klachten van allochtone studenten over discriminatie en racisme op de Nederlandse Politieacademie (NPA) in Apeldoorn. Het resultaat van dat onderzoek was dat er geen sprake was van stelselmatige discriminatie of racisme.